# ヘント万国博覧会

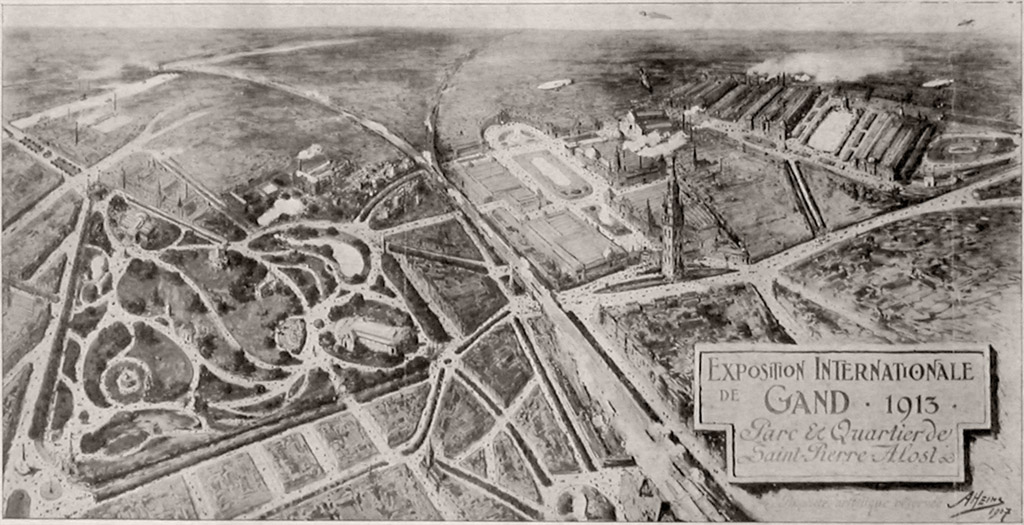
ヘント万国博覧会のパノラマ画

ヘント万国博覧会（ - ばんこくはくらんかい, Expo 1913）は、1913年4月26日から11月3日までベルギーのヘントで開催された国際博覧会である。26ヶ国が参加し、会期中950万人が来場した。